# Endemol Shine Group
Endemol Shine Group BV (estilizado como EndemolShineGroup) fue una empresa neerlandesa de producción y distribución de contenido con guion y sin guion, responsable de programas como Big Brother, Deal or No deal, The Money Drop, Fear Factor, MasterChef, Your Face Sounds Familiar, Peaky Blinders, Black Mirror, Humans, Grantchester y Tin Star.
En 2018, Endemol Shine Group tuvo 700 producciones en 270 plataformas y canales. El informe de K7 Media Tracking the Giants: Top 100 Travelling TV Formats 2018-19 también reconoció a Endemol Shine Group como la empresa de producción y distribución con los formatos más vistos en 2018.
Formado en 2015 a través de la fusión del estudio de televisión neerlandés Endemol y el estudio Shine Group con sede en el Reino Unido de Elisabeth Murdoch, las empresas de Endemol Shine Group incluían Dragonfly, Kudos y Princess Productions. También incluyó Shine TV, fundada en 2001 por Elisabeth Murdoch; y Metronome Film & Television, un grupo de producción con sede en Escandinavia. EndemolShine International fue el brazo de distribución internacional del grupo responsable de la distribución de los distintos formatos del grupo. El grupo también estableció las compañías internacionales Endemol Shine North America, Endemol Shine Australia, Endemol Shine India, Endemol Shine Germany, Endemol Shine France y Endemol Shine Iberia.
Desde el 20 de marzo de 2019 hasta el 3 de julio de 2020, fue propiedad conjunta de The Walt Disney Company y Apollo Global Management, cada una con una participación del 50%. El 22 de octubre de 2019, la empresa francesa Banijay Group anunció su intención de adquirir Endemol Shine a Disney y Apollo. El 30 de junio de 2020, la Comisión Europea aprobó la compra de Endemol Shine por parte de Banijay. La compra se completó el 3 de julio de 2020.

## Historia
Shine adquirió Reveille Productions en 2008. News Corporation (ahora 21st Century Fox) adquirió el Shine Group el 5 de abril de 2011 por $ 415 millones. Los fondos de pensiones estadounidenses que son accionistas de News Corporation están demandando a la compañía, acusando al Sr. Murdoch de nepotismo.
El 15 de mayo de 2014, Apollo y 21st Century Fox anunciaron una empresa conjunta para combinar Shine Group de 21st Century Fox y Apollo's Endemol y CORE Media Group. La transacción se completó el 17 de diciembre de 2014. Tanto Apollo como 21st Century Fox poseían el 50% de la empresa conjunta llamada "Endemol Shine Group" que tuvo lugar el 1 de enero de 2015.
En 2015 llega a un acuerdo con la compañía española Mediaset España, para comprarle sus acciones de la compañía Endemol una de las mayores productoras y distribuidoras de Europa, de esta forma Shine adquiere el 75% de dicha empresa, naciendo Endemol Shine Iberia, y pasando a tener en su catálogo formatos como Operación triunfo, Gran Hermano, etc.

### Venta a Banijay
El 26 de octubre de 2019 el grupo francés Banijay Group compra al 100% la productora. Si finalmente se aprueba la compra, como está previsto, la compañía se convertirá en la máxima productora independiente a nivel mundial con los formatos MasterChef, Gran Hermano, Supervivientes, entre otros. El 3 de julio de 2020 se hizo pública la compra de Endemol Shine Group por parte del grupo francés Banijay Group.

## Compañías

### Shine TV
Shine Limited (Shine TV) es una compañía británica de producción de medios de comunicación y parte del Grupo Shine con oficinas en Londres y Manchester. Shine Limited fue fundada en marzo de 2001 por Elisabeth Murdoch, hija del CEO de News Corporation, Rupert Murdoch. La compañía fue poseída en un 80% por Elisabeth Murdoch, un 15% por Lord Alli y un 5% por BSkyB, quien firmó un acuerdo que garantiza comprar una cantidad acordada de programación Shine por dos años.

### Shine International
Shine International es la rama de ventas y distribución del grupo. Se encarga de la concesión de licencias y la distribución internacional de formatos de televisión de Shine Limited a alrededor de 150 países en todo el mundo.

#### Producción
- Endemol Shine North America
- Endemol Shine Australia
- Endemol Shine France
- Endemol Shine Germany
- Endemol Shine Middle East
- Dragonfly Film and Television
- Kudos Film and Television
  - Lovely Day
- Princess Productions
- Endemol Shine Iberia
  - Shine Iberia
- Endemol Shine UK

### Digital y juegos
- Bossa Studios – En 2011, Shine Group adquirió la compañía de juegos sociales.
- ChannelFlip – Un creador de la formatos cortos de programación de video en línea en el Reino Unido. Fundada en 2008 por Justin Gayner y Wil Harris.
- Brown Eyed Boy – Creado por el exejecutivo de BBC y Chrysalis Entertainment, Gary Reich, en 2002.
- Good Catch